# کارلوس ادواردو دی فیوری مندز
کارلوس ادواردو دی فیوری مندز (به پرتغالی: Carlos Eduardo de Fiori Mendes) هافبک اهل برزیل است که در شهر Andradina و در تاریخ ۳۱ اوت ۱۹۸۶ به دنیا آمده‌است.
کارلوس ادواردو دی فیوری مندز در تیم‌های فوتبال Porto Alegre سابقهٔ حضور دارد.